# Antrim (stad in Noord-Ierland)
Antrim (Iers-Gaelisch: Aontroim) is een stad in het graafschap County Antrim in Noord-Ierland. Antrim stad heeft een inwoneraantal van 20001 (2001), en ligt met de trein op de afstand van 35 km van Belfast. Chimney Corner FC is de lokale voetbalclub.

## Demografie
Gegevens van 29 april 2001:
- 23,1% van de bevolking is jonger dan 16 jaar en 15,7% is ouder dan 65 jaar
- 48,6% van de bevolking is man en 51,4% vrouw
- 32,9% is katholiek en 61,5% protestant

## Scholen in de stad
- Antrim Grammar School
- Parkhall College
- Antrim Primary School
- St Comgalls Primary School
- Greystone Primary
- Ballycraigy Primary School
- Parkhall Primary School
- St Joseph's Primary School
- Rathenraw Primary School
- RoundTower Primary School

## Verkeer en vervoer
Het Antrim treinstation is geopend op 11 april 1848, en is voor goederenverkeer gesloten op 4 januari 1965.

## Geboren
- Alan Black (1975), voetbalscheidsrechter
- Jordan Brown (1987), snookerspeler
- Josh Rock (2001), darter